# Massif d'Arkamu
Le massif d'Arkamu est situé dans la province de l'Alava, dans les Montagnes basques.

## Sommets
- Repico, 1 188 m 42° 53′ 25″ nord, 3° 01′ 18″ ouest
- Malo Risco, 1 172 m 42° 53′ 48″ nord, 3° 01′ 23″ ouest
- Kruzeta, 1 169 m 42° 52′ 46″ nord, 3° 00′ 05″ ouest
- Coronas, 1 168 m 42° 52′ 58″ nord, 3° 00′ 55″ ouest
- Pando, 1 142 m 42° 52′ 33″ nord, 3° 00′ 39″ ouest
- Peña Colorada, 1 131 m 42° 53′ 41″ nord, 3° 00′ 21″ ouest
- Peñalta, 1 129 m 42° 52′ 19″ nord, 2° 59′ 22″ ouest
- El Fraile, 1 111 m 42° 52′ 05″ nord, 2° 58′ 39″ ouest
- Montemayor, 1 104 m 42° 51′ 56″ nord, 2° 57′ 06″ ouest
- Escaños, 1 096 m 42° 52′ 00″ nord, 2° 59′ 06″ ouest
- Azkorri, 1 094 m 42° 51′ 49″ nord, 2° 56′ 51″ ouest
- Riscamala, 1 093 m 42° 52′ 03″ nord, 2° 57′ 54″ ouest
- Cotorrillo, 1 084 m 42° 51′ 34″ nord, 2° 56′ 04″ ouest
- Santa Cruz, 965 m 42° 50′ 49″ nord, 2° 54′ 22″ ouest